# Scadoxus multiflorus
Ail rouge
Espèce
Scadoxus multiflorus, l’Ail rouge, est une espèce de  plantes à fleurs de la famille des Amaryllidaceae. C'est une plante bulbeuse originaire de la majeure partie de l'Afrique subsaharienne, du Sénégal à l'Afrique du Sud en passant par la Somalie. Elle est également originaire de la péninsule arabique (Arabie saoudite, Yémen, Oman) et des Seychelles. Scadoxus multiflorus est naturalisé au Mexique et dans l'archipel des Chagos. On la trouve aussi dans la péninsule indienne. Cette espèce est cultivée comme plante ornementale pour ses fleurs aux couleurs éclatantes, soit dans des conteneurs, soit en pleine terre, là où le climat s'y prête. Il existe trois sous-espèces reconnues. Ces plantes sont fortement toxiques, comme d'autres espèces de Scadoxus. Elles ont été utilisées comme composant de poison de flèche et de toxines de poisons de pêche, ainsi que dans la médecine traditionnelle.

## Description

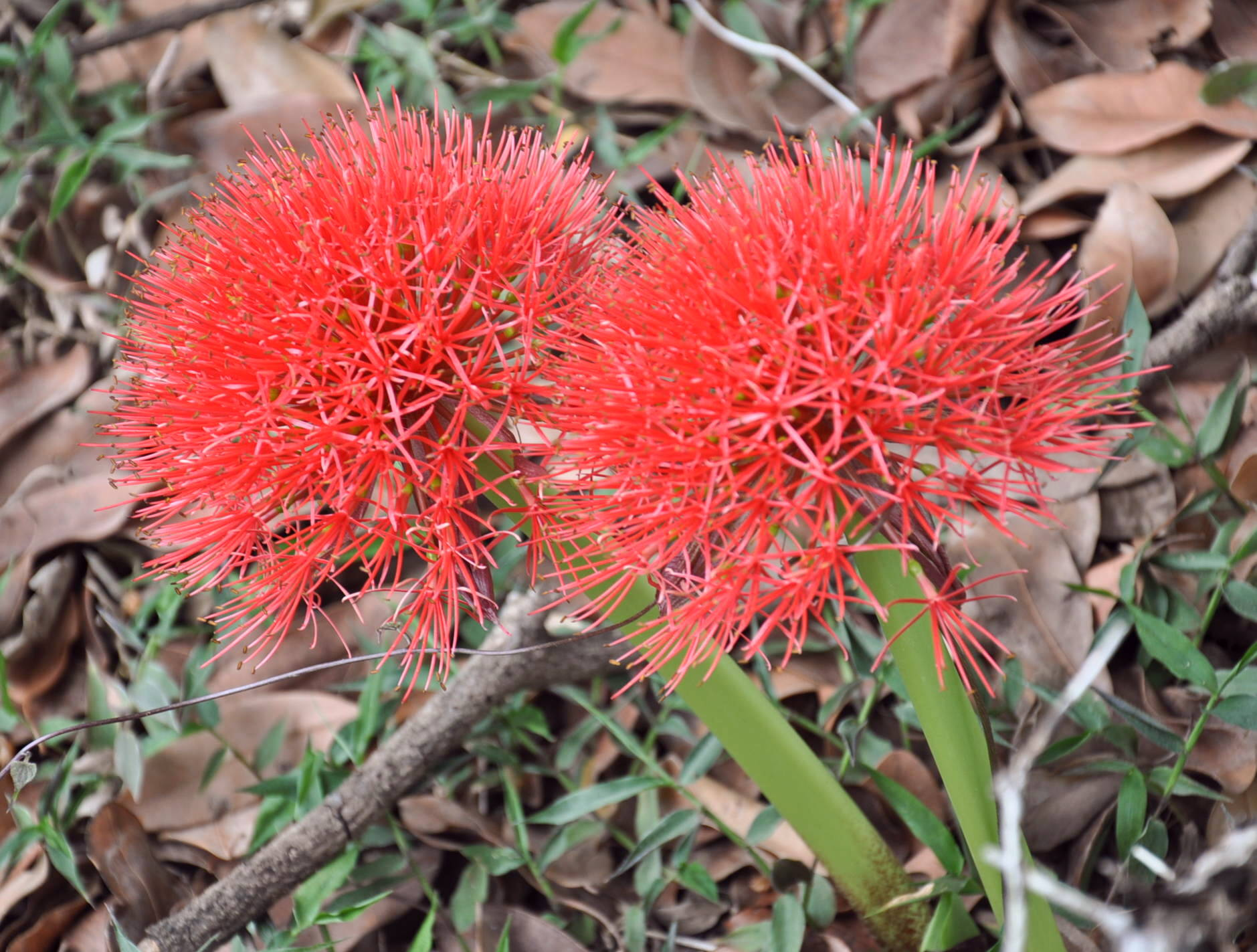
Scadoxus multiflorus subsp. multiflorus près des Victoria Falls.

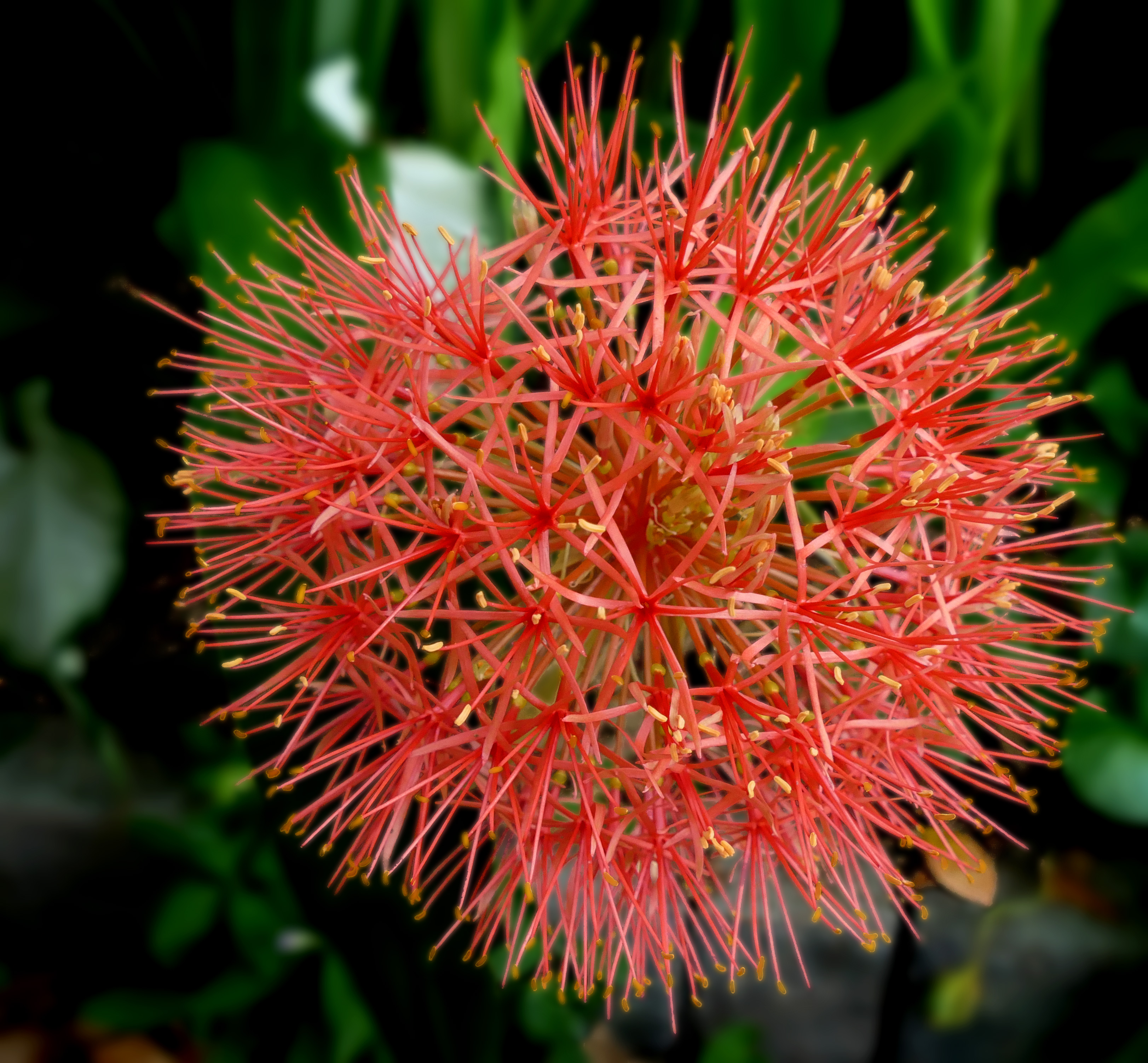
Scadoxus multiflorus

Scadoxus multiflorus pousse à partir d'un « bulbe rhizomateux », c'est-à-dire un bulbe qui produit également des rhizomes. Les feuilles et la fleur peuvent apparaître en même temps ou les feuilles peuvent être produites plus tard. Les bases des feuilles, les pédoncules ou les pétioles, sont étroitement enveloppées pour former un pseudo-tronc ou une fausse tige, 5-60 cm de long. Les fleurs sont produites dans une ombelle au sommet d'une tige sans feuilles de 12-75 cm de long. Le pseudo-tige et le scape sont souvent couverts de taches brun rougeâtre à violet foncé. Les bractées situées sous l'ombelle se fanent rapidement,.
Les fleurs forment une ombelle, plus ou moins en forme de globe, avec de dix à deux cents fleurs individuelles. Chaque fleur possède un pédicelle généralement de 15-45 mm long. Les tépales, les filaments des étamines et le style sont tous écarlates, virant au rose. Les bases des tépales sont fusionnées pour former un tube cylindrique, de 4-26 mm de long ; les extrémités libres des tépales sont de 12-32 mm de long, étroites et étalées. Le fruit est une baie, 5-10 mm de diamètre,.
Les différences entre les trois sous-espèces acceptées ont été résumées par Friis et Nordal, et sont présentées dans le tableau ci-dessous
| ! ! S. m. subsp. multiflorus ! | S. m. subsp. katherinae ! | S. m. subsp. longitubus |               |
| --- | ------------------------- | ----------------------- | ------------- |
| Longueur du tube floral | 4-15 mm                   | 12-22 mm                | 15-26 mm      |
| Longueur des segments libres de la fleur | 12-32 mm                  | 18-30 mm                | 15-28 mm      |
| Largeur des segments libres de la fleur | 0,5-2,5 mm                | 2,2-4 mm                | 1,4-3,4 mm    |
| Hauteur de l'appareil | Variable                  | Jusqu'à 120 cm          | Jusqu'à 65 cm |
| Répartition : Afrique australe à tropicale, Arabie, Swaziland, côte est de l'Afrique du Sud, forêt de plaine en Afrique tropicale de l'Ouest. |                           |                         |               |

On peut voir que, bien que les dimensions se chevauchent en grande partie, la longueur du tube floral par rapport aux segments libres à l'extrémité de la fleur distingue S. m. subsp. longitubus, dans lequel ils sont plus ou moins de la même longueur, de S. m. subsp. multiflorus, dans lequel le tube est en général plus court que les segments libres. S. m. subsp. katherinae est intermédiaire. S. m. subsp. multiflorus a tendance à avoir des segments libres plus étroits que les deux autres.
Scadoxus multiflorus a été initialement décrit par le botaniste anglais Thomas Martyn en 1795 sous le nom de Haemanthus multiflorus. Constantine Samuel Rafinesque a déplacé Haemanthus multiflorus dans son nouveau genre Scadoxus' en 1838, lui donnant son nom binomial actuel Scadoxus multiflorus,. La séparation de Scadoxus de Haemanthus a été ignorée par la plupart des chercheurs jusqu'en 1976, lorsque les deux genres ont été à nouveau séparés par Ib Friis et Inger Nordal. Les espèces de Haemanthus sont réparties dans le sud, forment de véritables bulbess et ont 2n = 16 chromosomess, tandis que les espèces de Scadoxus, telles que S. multiflorus, se trouvent dans toute l'Afrique tropicale, ne forment pas toutes des bulbes et ont 2n = 18 chromosomes. Les feuilles sont une autre caractéristique distinctive : celles de Scadoxus sont plus minces et ont un pédoncule distinct; celles de Haemanthus sont plus épaisses et n'ont pas de pétiole.

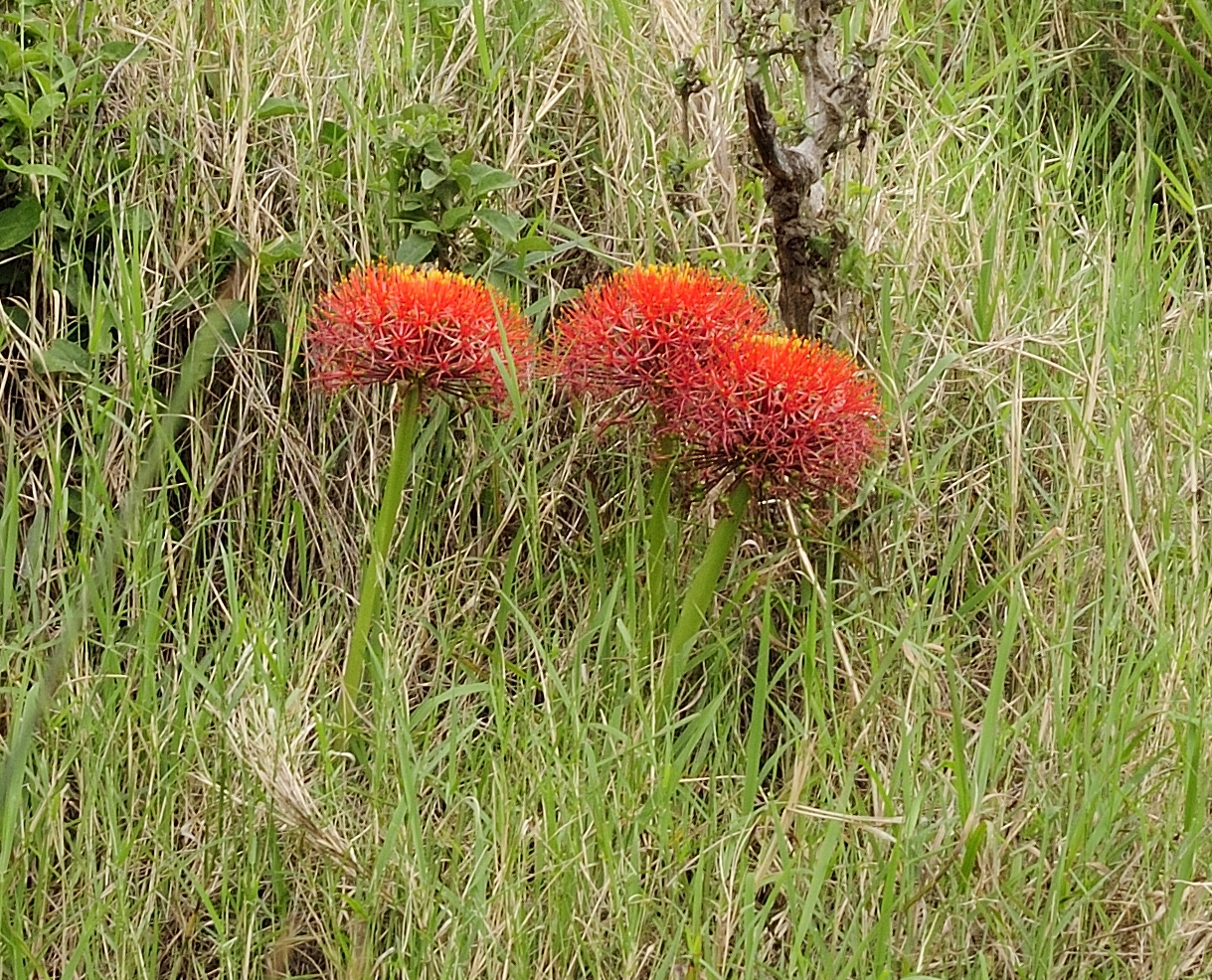
Scadoxus multiflorus subsp. multiflorus dans le Arusha National Park de Tanzanie

## Répartition et habitat
L'espèce est originaire de l'Afrique tropicale et méridionale et de certaines parties de la péninsule arabique. La sous-espèce S. m. subsp. multiflorus est présente dans toute l'Afrique australe. La sous-espèce S. m. subsp. longitubus est présente dans toute l'Afrique tropicale occidentale et centrale, y compris au Cameroun, Ghana, Côte d'Ivoire, Liberia et Sierra Leone. S. m.  subsp. 'katherinae est originaire des forêts, des broussailles et des bois climat méditerranéen de l'est de l'Afrique australe - Province du Cap et KwaZulu-Natal en Afrique du Sud et Swaziland. C'est principalement une plante des habitats humides et ombragés, y compris les forêts de savane et les forêts le long des rivières et des montagnes.

## Culture
Scadoxus multiflorus est sensible au froid et doit être maintenu à une température minimale de 5 °C pour les formes originaires d'Afrique australe, jusqu'à 10 °C ou plus pour celles d'origine tropicale. Un milieu de culture ouvert et bien drainé, en grande partie organique, est recommandé. La propagation se fait par graines. Les ravageurs sont ceux de Scadoxus en général,.
Scadoxus multiflorus subsp. longitubus est rarement ou jamais cultivé, bien que (sous le synonyme Haemanthus mannii) il ait été décrit comme ayant été « introduit » en 1877. Scadoxus multiflorus subsp. multiflorus est produit pour la vente en grand nombre par l'industrie horticole des Néerlandais. Dans les formes cultivées, les fleurs apparaissent souvent avant les feuilles, parfois seulement à la fin de l'été.
Scadoxus multiflorus subsp. katherinae a été décrit comme imposant atteignant parfois une hauteur de 120 cm, avec un pseudo-tronc fortement tacheté de pourpre. Des baies rouges peuvent être produites et durer tout l'hiver. La « National Plant Collection » du Royaume-Uni pour Scadoxus l'a décrite comme « une excellente plante pour une serre ou un rebord de fenêtre ensoleillé ». En Afrique du Sud, il peut être cultivé en pleine terre, à l'ombre, dans un sol léger et bien drainé contenant beaucoup de matière organique. Il a besoin de beaucoup d'eau en période de croissance mais doit bénéficier d'un bon drainage en période de dormance. Il pousse sous les arbres si le sol est suffisamment fertile.

### Cultivars
Quelques hybrides artificiels entre S. multiflorus subsp. katherinae et Scadoxus puniceus sont connus. Johannes Nicolai a élevé le S. König Albert' qui a fleuri pour la première fois en 1899. Bien que rare en culture, elle se multiplie rapidement. De la même famille est S. 'Andromeda', cultivée par C. G. van Tubergen vers 1904.
Scadoxus multiflorus subsp. katherinae a reçu l'Award of Garden Merit de la Royal Horticultural Society

## Toxicité et utilisations
Le genre Scadoxus possède quelques espèces fortement toxiques, contenant des alcaloïdes toxiques mortels pour les animaux, tels que les moutons et les chèvres, qui broutent les feuilles ou les bulbes. La plante entière de Scadoxus multiflorus contient des substances toxiques. Le bulbe contient différents alcaloïdes : lycorine, chlidentine, haementhridine, haemultine, hippercastrine. Elle est traditionnellement utilisée dans certaines parties de l'Afrique tropicale comme composant de poison de flèche et de toxines de poisons de pêche. Il est également utilisé dans la médecine traditionnelle, bien qu'en Afrique du Sud il le soit moins que le Scadoxus puniceus.
Le contact avec le bulbe provoque une dermatiteoccasionnée par une irritationdue aux aiguilles d'oxalate de calcium.

## Liste des sous-espèces
Selon GBIF (9 janvier 2025) :
- Haemanthus multiflorus subsp. katherinae (Baker) I.Bjørnstad & Friis, 1974
- Haemanthus multiflorus subsp. multiflorus
- Scadoxus multiflorus subsp. katharinae (Baker) Friis & Nordal
- Scadoxus multiflorus subsp. katherinae (Baker) Friis & Nordal
- Scadoxus multiflorus subsp. katherinae (Baker) M.R.Almeida, 2009
- Scadoxus multiflorus subsp. longitubus (C.H.Wright) Friis & Nordal
- Scadoxus multiflorus subsp. multiflorus

## Systématique
Le nom correct complet (avec auteur) de ce taxon est Scadoxus multiflorus (Martyn) Raf..
L'espèce a été initialement classée dans le genre Haemanthus sous le basionyme Haemanthus multiflorus Martyn.
Ce taxon porte en français le nom vernaculaire ou normalisé suivant : Ail rouge,.
Les noms communs, dont certains sont utilisés pour d'autres espèces, sont les suivants : blood lily, Amarilis, Ay wouj et powderpuff lily.
Scadoxus multiflorus a pour synonymes :
- Amaryllis multiflora (Martyn) Tratt.
- Haemanthus andrei DeWild.
- Haemanthus bequaertii DeWild.
- Haemanthus cecilae Baker
- Haemanthus multiflorus Martyn
- Haemanthus seretii DeWild.
- Nerissa multiflorus (Martyn) Salisb.

### Étymologie
La dénomination générique Scadoxus vient du grec et signifie « ombelle glorieuse ».